# 燕郡平氏
燕郡平氏，是中國中古時代一个以燕郡（有時稱燕國）為郡望的平姓士族，晉末十六國時期開始崛起為山東望族。前燕、後燕时，平氏成員成為燕國高級官僚。但後燕被北魏滅亡後，平氏成爲中下層士族，鮮有出仕高級官吏的家族成員。

## 姓源
燕郡平氏自稱出自西漢宰相平當之後。魏時，自關中遷徙至燕郡薊縣。

## 郡望
燕郡平氏郡望為燕郡薊縣（今北京市市區），属幽州。歷代封建，多以燕郡為封國，故平氏郡望又作燕國平氏、薊縣平氏。

## 發展
平氏作為燕郡土著，隨慕容氏而崛起。前燕有高平公平歆、西陽侯平柱、將作大匠平熙。後燕時，則有平叡、平規兄弟與慕容垂一同復國。後平規拜征東將軍，起兵叛燕，被慕容隆消滅；其侄冀州刺史平喜南逃東晉。
此外，另有平柱之子平視仕後燕；其後代燕亡後入北魏，有宦官平季、北齊司空平鑒等。平鑒之後入唐，有平真客、平貞昚父子，其留下的碑碣完整記錄了平氏的譜牒。